# Шкалница
Шкалница је насељено место у саставу општине Клана у Приморско-горанској жупанији, Република Хрватска.

## Историја
До територијалне реорганизације у Хрватској налазила се у саставу старе општине Ријека.

## Становништво
На попису становништва 2011. године, Шкалница је имала 216 становника.

## Попис1991.
На попису становништва 1991. године, насељено место Шкалница је имало 214 становника, следећег националног састава:
| Попис 1991.‍  | Попис 1991.‍  | Попис 1991.‍ | Попис 1991.‍ | Попис 1991.‍ |
| ------------ | ------------ | ----------- | ----------- | ----------- |
|              |              |             |             |             |
| Хрвати       | Хрвати       |             | 190         | 88,78%      |
| Словенци     | Словенци     |             | 10          | 4,67%       |
| Југословени  | Југословени  |             | 4           | 1,86%       |
| Муслимани    | Муслимани    |             | 1           | 0,46%       |
| Срби         | Срби         |             | 1           | 0,46%       |
| неопредељени | неопредељени |             | 6           | 2,80%       |
| регион. опр. | регион. опр. |             | 1           | 0,46%       |
| непознато    | непознато    |             | 1           | 0,46%       |
| укупно: 214  |              |             |             |             |